# Liste der Kulturgüter in Eptingen
Die Liste der Kulturgüter in Eptingen enthält alle Objekte in der Gemeinde Eptingen im Kanton Basel-Landschaft, die gemäss der Haager Konvention zum Schutz von Kulturgut bei bewaffneten Konflikten, dem Bundesgesetz vom 20. Juni 2014 über den Schutz der Kulturgüter bei bewaffneten Konflikten sowie der Verordnung vom 29. Oktober 2014 über den Schutz der Kulturgüter bei bewaffneten Konflikten unter Schutz stehen.
Objekte der Kategorie A sind im Gemeindegebiet nicht ausgewiesen, Objekte der Kategorie B sind vollständig in der Liste enthalten, Objekte der Kategorie C fehlen zurzeit (Stand: 1. Januar 2023).

## Kulturgüter
| Foto |                                                                                       | Objekt                                                     | Kat. | Typ | Standort                              | Beschreibung                 |
| ---- | ------------------------------------------------------------------------------------- | ---------------------------------------------------------- | ---- | --- | ------------------------------------- | ---------------------------- |
| ja   | Datei hochladen · Wikidata zu Riedfluh, mittelalterliche Grottenburgruine (Q29677849) | Riedfluh, mittelalterliche Grottenburgruine KGS-Nr.: 01423 | B    | F   | 628020 / 249010                       | Oberburg, keltische Siedlung |
| ja   | Datei hochladen · Wikidata zu Burgruine Alt-Wildeptingen (Q29677834)                  | Burgruine Alt-Wildeptingen KGS-Nr.: 01424                  | B    | F   | 628981 / 248900                       |                              |
| BW   | Datei hochladen · Wikidata zu Alte Mühle mit Schopf (Q29677802)                       | Alte Mühle mit Schopf KGS-Nr.: 12110                       | B    | G   | Läufelfingerstrasse 1 628847 / 248395 |                              |
| ja   | Datei hochladen · Wikidata zu Burg Witwald (Q29677819)                                | Burg Witwald KGS-Nr.: 12111                                | B    | F   | 628780 / 249120                       |                              |
| BW   | Datei hochladen · Wikidata zu August Suter-Museum (Q27480205)                         | August-Suter-Museum KGS-Nr.: 12307                         | B    | S   | Hauptstrasse 12 628717 / 248438       |                              |